# Бачов
Бачов — колишнє село в Україні, у Закарпатській області.
Об'єднане з селом Чорноголова рішенням облвиконкому Закарпатської області № 155 від 15.04.1967 року.
Село створене наприкінці XVIII століття, у 1788 році словаки з-під Татр, заснували тут своє поселення. З того часу на розвиток культурних традицій Бачова мала вплив культура словаків, про що і свідчить назва поселення Бачов — «бача»-пастух, вівчар.
Село знаходиться вздовж лівої притоки Лютянки — Бачави. У минулому долиною річки Бачави та села Бачов простягалась одна з гілок вузькоколійної залізниці Дубриничі — Люта (демонтована на початку 1970-х років).
У 1906 році, коли фірма «Бантлін» закупила ліс в поблизу Бачова, вузькоколійка сягала 30 км довжини: залізничне полотно йшло долиною Бачави під вершину Чело висотою 623 м над рівнем моря.